# 허수아비들의 땅
"허수아비들의 땅"은 2009년에 개봉한 대한민국 & 프랑스의 합작 영화이다.

## 캐스팅
- 김선영 : 장지영 역
- 은하 : 레인 역
- 정두원 : 로이탄 역
- 이미선 : 슬비 역
- 신안진 : 박대철 역
- 김하람 : 거리의 아이 역
- 한철우
- 이무녕